# Bjørn Dunkerbeck

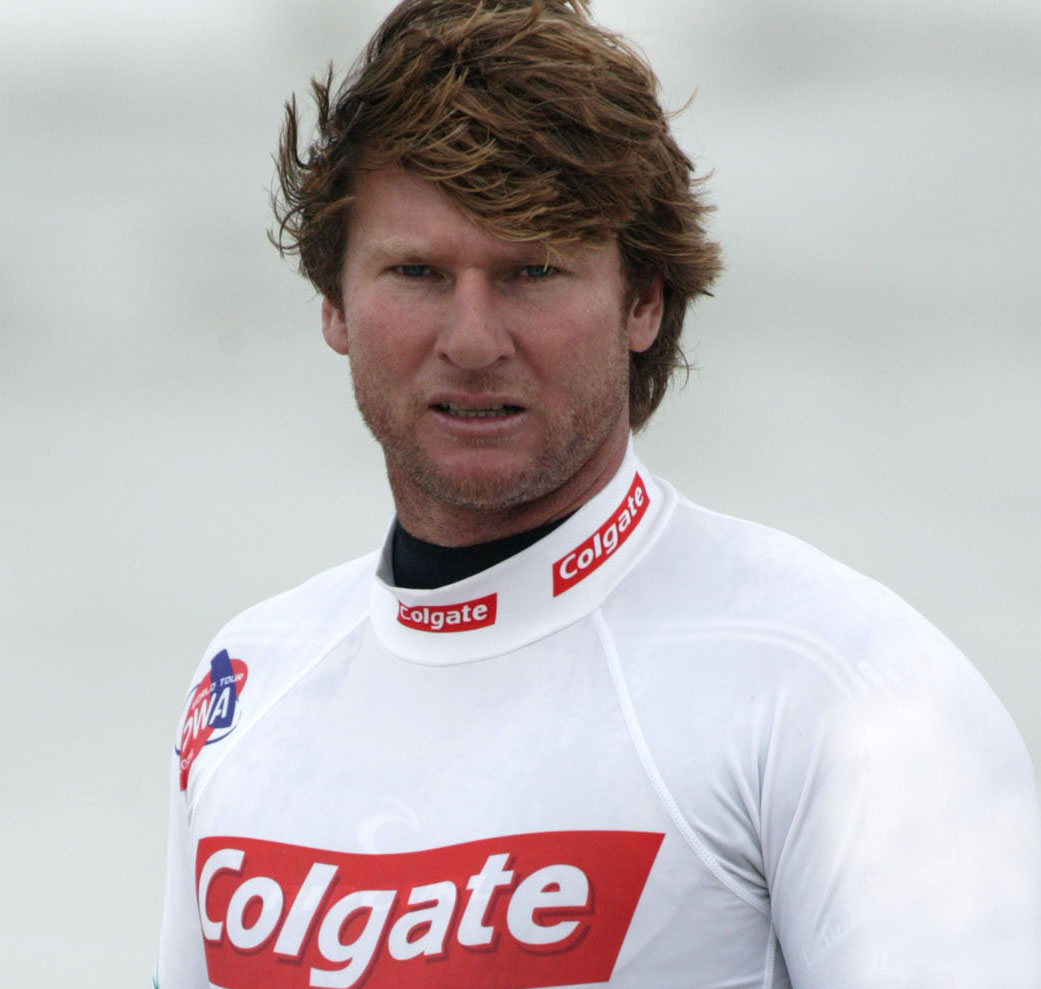

Bjørn Dunkerbeck (ur. 16 lipca 1969) – profesjonalny windsurfer, który 41 razy zdobywał tytuł Overall World Championship związku Professional Windsurfers Association (światowy rekord).

## Życiorys
Dunkerbeck jest synem holenderskiego ojca i duńskiej matki, reprezentuje hiszpańskie terytorium Wysp Kanaryjskich startując pod numerem E-11. Pod koniec lat 80. i przez całą kolejną dekadę sportowiec zdominował profesjonalną scenę windsurfingu, szczególnie w wyścigach, ale był także mistrzem w konkurencji wavesailingu. Od 2007 roku Dunkerbeck żegluje pod flagą Szwajcarii (SUI-11).
Zarówno Dunkerbeck jak i jego siostra Britt posiadają rekordy World Sailing Speed Record Council dla mili morskiej.

## Tytuły PWA
- 1988–1999: Overall World Champion
- 1988–1999, 2011: Race World Champion
- 1990, 1992–1995, 1999, 2001: Wave World Champion
- 1998: Freestyle World Champion
- 1994: Speed World Champion